# サンデーベスト
サンデーベスト（Sunday Best）は、RSKラジオで放送されていた音楽番組である。愛称は「サンベス」。主として扱っていた音楽ジャンルは洋楽ポップス・ロックである。

## 概要
番組趣旨
ローカルラジオ局発信の地元向け洋楽専門の音楽番組である。主としてアメリカ・イギリスのポップ／ロックシーンの新曲紹介とリスナーからのリクエストによって構成されていた。司会は主に局の男性アナウンサーが担当。アシスタントは番組開始当初は一般の女子大生、後期は局の女子アナウンサーが担当し、地元岡山の地域色に富んだ独自の洋楽トレンドを29年間に渡って発信しつづけた音楽番組である。
番組としての音楽的志向
趣旨にもある通り番組で流れる曲は全て洋楽である。放送当時それぞれの時代のメインストリームとなるジャンルの傾向によってロックが主体となる時代もあればヒップ・ホップやR&Bが主体となる時代もあった。また、POP TOWNで紹介される曲を選曲するのがパーソナリティである事からパーソナリティの音楽的趣味で僅かながらも番組でのトレンドが左右される事もあり、また、当時のトレンドによってパーソナリティ自身の音楽的趣味が影響を受けるという事もあった。
リスナー
- 核となるリスナー層は岡山県在住の中学生及び高校生の男女。次いで大学生及び20代の男女。稀に小学生リスナーや中高年リスナーも存在した。また、高校卒業後に県外に進学するのを機に番組から離れる者も多かったが県外に進学しても雑音まじりの中、意地で聴き続けるリスナーや逆に県外在住者がたまたま受信してリスナーになったケースもごく稀ではあったが確認されている。また、長寿番組であったため親子二代でリスナーというケースもままあった。
- 主だったリスナーは洋楽愛好者および音楽（洋邦問わず）愛好者が多数であったが少数ながら深夜ラジオ番組愛好者もいた。番組主催のイベントやPOP TOWNなどを通じてお互いにサンベスネーム（番組内でのペンネーム）しか知らなかったリスナー同士が知り合ったり、同級／同校等の縁でリスナーグループを結成する事も多々あり、かつては操山高校軍団などといった番組公認のリスナーグループも存在したりと、リスナー同士の横の繋がりは番組の歴史を通じてかなり強かったといえる。
- 番組には週に平均2000枚近くのハガキが寄せられるため、番組内でリクエスト曲がかけられたり、ハガキの内容が読まれる事もかなりの競争率の高さであったがそれを突破して毎週何らかの形ではがきが読まれるいわゆる「常連リスナー」はそれぞれの時代に必ず十数人はいた。彼らは単純に毎週多くハガキが読まれるというだけでなく、その書く内容も一本筋が通っていた者が多く、いわば番組のオピニオンリーダー的存在でもあった。毎週そのサンベスネームを呼ばれる彼ら常連リスナーは、POP TOWNなどリスナー達が一堂に会する際には自己紹介でサンベスネームが出ただけでどよめきが起こる程であった。

## 放送時間帯
毎週日曜22時15分 - 25時に生放送。ただし時代により開始・終了時間は前後していた。前番組「ジャックあまののGO!GO!あまのじゃく」が放送されていた頃は22時30分、もしくは22時45分スタート。終了時間も25時15分、30分、26時の頃があった。
「Heavy Metal Syndicate」がスタートするまでは1週間の最終番組という位置づけで、放送終了後は間髪入れずにクロージングに移っており、周波数（全県1490KHZ→1494KHZ）・中継局の出力アナウンスを同番組に寄せられた最後のリクエスト曲をバックに生放送していた（その後「ヘビメタ」スタート以後は事前の録音になった）。

## 影響
番組の生みの親でもある初代ディレクターの河田兼良は、リスナーからのリクエストを主体にした洋楽専門の音楽番組を発信するのは開始当時でもかなりの冒険であった、と述懐している。しかし、第1回放送後翌週放送までに寄せられたハガキは（プレゼントすら出していないのに）実に600通に及んだ。地元主体の深夜番組を岡山の若者達が希求していた事の現れであろう。その後一ヶ月程で番組の人気は定着したという。
兵庫（神戸）と広島に挟まれた地理的条件により特に洋楽アーティストは岡山を素通りする事が多かったのだが、番組を通じてプロモーターを動かし、ビー・ジーズ、ミッシェル・ポルナレフ、カーペンターズ、MR. BIGを岡山に招聘する、という快挙を成し遂げた。また、岡山県岡山市に本社がある音楽プロモーター「夢番地」設立のきっかけにもなった。
放送期間約29年という歴史の深い番組ゆえにB'zのボーカル稲葉浩志や、ザ・クロマニヨンズの甲本ヒロトなど岡山県出身のミュージシャンの中には、学生時代に熱心なリスナーでこの番組に影響を受けて音楽の道を選んだ者も多い。
また、この番組を聞いて放送関係の仕事を志した者も多く、岡山の若者達に多くの影響を与えつづけた番組であった。
岡山・香川のローカルタレントとして知られる相田翔吾や「百ます計算」で知られる隂山英男も元リスナーである。

## ゲスト
'70年代には初代プロデューサー河田兼良の人脈で岡林信康、吉田拓郎、井上陽水、高田渡、なぎら健壱、アリス、アルフィーなどの国内ミュージシャンが洋楽番組にもかかわらずよくゲストとして登場していた。特になぎらは、最終回のゲストでも登場した。

## 主なコーナー
各時代によって細かいコーナー変更はあるが以下のコーナーのいくつかは基本的に変更なく最終回まで続いたものもある。
ポップタウン
- 番組の最初にあるコーナー。基本的にその週にリリースされる新曲の中から3曲程ピックアップして紹介。たいていはここで紹介された翌週からベスト20のチャートに加わっていく。滝沢時代には毎週RSK本社スタジオでリスナー参加の公開録音を実施していた（後述）。

サンベスシアター
- 岡山駅前の映画館「岡山メルパ」で上映される映画の中から、実際の映画の音声、効果音などを交えながら毎週一本紹介[2][3]。。。このコーナーの最後に映画音楽のリクエストに応じていた。またペア観賞券のプレゼントもあった。なお、「サンベスシアター　あのシーンをもう一度」と題し、番組で取り上げた洋画における男女の掛け合い部分を、サンベスガールの一人と電話参加のリスナー又はスタジオゲストが、日本語吹替えでどれだけ雰囲気を出して再現できるか、という企画が行われた時期もあった。

サンベスBEST20
- リスナーからのリクエスト投票で構成されるランキングコーナー。毎週のランクポイントを集計して年末の放送では年間ランキングも発表される。東京発信の洋楽HITチャートに頼らない、いわば独立したチャートを形成していたため、意外な曲がランキング上位に位置していたりする事もよくあり各レコード会社の担当者達にも一目置かれていた。

41円のジュークボックス
- リスナーからの思い出のリクエスト曲をかけるコーナー。バロム時代にスタート。コーナータイトルは当時のハガキの値段が41円（消費税3%が導入された頃）だったことから。その後ハガキの値段は変更されたがコーナータイトルはそのまま使用された。リクエストが採用されたリスナーには当時コーナーのスポンサーであった焼肉チェーン店「どんどん亭」のギフト券が贈られた。

サンベスLMスタジオ
- 地元で活動しているアマチュアバンド／ミュージシャン達が登場するコーナー。甲本ヒロトも登場した事がある。ただし、継続されていたコーナーではなく、全く無かった時代もある。

なるほどおじさんのちょいとええ感じ
- 地元・岡山のブティック「ＳＡＮＤＡ」店主、「なるほどおじさん」こと三田修一が、リスナーからの悩み事などの相談に答えていた（1985年当時放送）[3]。

おまけのコーナー
- 当時の“出たがり”を自称していた2人の制作アシスタントが「お茶汲みボーイズ」を名乗って出演。コントや、口イントロの音楽クイズ、その他クイズなどで楽しませた（1985年当時放送）[3]。

特集コーナー
- 毎回、話題や当時人気の歌手・アーティストを特集。番組後半の45分間の尺をとって放送（1985年当時放送）[3]。

金太郎丸のBlood,Sweat&Tears
- 金太郎丸ディレクターがメインを務めるコーナー。往年の曲をそれにまつわるエピソードと共に紹介した。金太郎丸らしくよほどの事情通しか知らないようなマニアックなエピソードを紹介しリスナー達を圧倒していた。（武田・石田時代のコーナー）

## パーソナリティ
基本的に放送局である山陽放送の男性アナウンサーがメインパーソナリティを務める。番組のナビゲーション役でもある事から一定以上のポピュラー音楽、特に洋楽に関する知識を要求される為か定かではないが、石田好伸や鍋島昭茂のように、サンベスパーソナリティになりたくてもなれない者もいた。（石田は代役経験があり、鍋島は安田時代の'91年9月に1週だけ代役を務めた事がある）また、'89年4月〜'91年3月にパーソナリティとなったバロム1（早川治）はアシスタントからメインパーソナリティとなった。基本フォーマットは不変であったが各歴代パーソナリティによって番組のカラーが多少は違っていたため、以下ではパーソナリティ毎にそれぞれを「時代」としてひとくくりに表現する。

### 歴代パーソナリティー
- 初代：岩根宏行（1973年10月-1974年3月） - 番組ディレクターの「金太郎丸」に対抗して桃太郎丸というニックネームを使用していた。アートに関して造詣が深い。現在は定年退職し、コミュニティFM局radio momoで「アンクル岩根の岡山ライブラリー」のパーソナリティを担当した。
- 二代目：島田博（1974年4月-1976年4月4日） - 番組内では「シマトラ（本人が阪神ファンである事からつけた「島田博トラの助」の略）」というニックネームで通っていた。のちに技術局長代理兼システム管理部長。
- 三代目：中尾俊直（1976年4月11日-1977年3月） - 約1年で交代。本人は「（歴代の中で）唯一“降ろされた”パーソナリティ」と自嘲している。
- 四代目：島田博（復帰：1977年4月-1979年9月）第1期・第2期合わせて5年半と歴代では第3位。
- 五代目：滝沢忠孝（1979年10月-1989年3月） - 自身のモットー「Cheer Up で ING」がリスナー達の励みとなった。熱心なリスナー達を集めたアシスタント集団「お茶汲み隊」のよき兄貴分。在任期間9年半と歴代最長任期を誇り、彼の就任時を黄金時代と位置づける者は多い。なお、「Cheer Up」は2005年3月のRSKラジオ定年退社まで、RSK公式サイト内の自身のブログのタイトルで使用した。
- 六代目：バロム1（早川治・1989年4月-1991年3月） - 歴代パーソナリティの中で唯一の素人（リスナー）。「お茶汲み隊」出身。現在は県内の私立高校で教鞭を揮っている。プリンスの大ファン。ニックネームは自身の癖のある髪型で「超人バロム1」の様に横の髪が撥ねていた事に由来する。
- 七代目：安田敬一郎（1991年4月-1992年3月） - 後にWOWOWのアナウンサー→現在フリー。自ら「チャーリー敬」と呼ばせていた。
- 八代目：横須賀伸一（1992年4月-1998年3月） - 歴代第2位の任期を誇る。就任当初はロックに傾倒していたがその後ポップスにも手を広げていた。ニックネームは「スカさん」。気さくな語り口調でリスナー達のよき兄貴分だった。降板後は営業部に異動。
- 九代目：早田和泰（1998年4月-2000年3月） - 自身の得意分野は'60年代R&Rで河田と相通ずる所が多かった。現在はフリーアナウンサー。
- 十代目：武田博志（2000年4月-2002年3月31日） - 最後のパーソナリティ。空回りキャラがリスナーには人気だった。趣味は温泉巡り。現在はRSK本社報道部所属。

※着任／降板月日を記入している物は確認済。

### 主な歴代サンベスガール
パーソナリティのアシスタントとして「サンベスガール」がいた。滝沢時代までは素人の女子大生が担当していたが、安田時代に就任した榎崎朱子以降、RSKの若手女子アナウンサーが担当するようになった。
- 岸本栄 1985年当時出演[3]。
- 森田恵子 滝沢と一緒に黄金時代を築き上げた。高校在学中から同番組の常連リスナーで、就実女子大（現在の就実大学）在学時に14代目サンベスガールに就任。卒業後にRSKに就職するものとリスナーの誰もが期待していたが叶わず、瀬戸内海放送アナウンサー[4]→NHK岡山放送局キャスター→フリーアナウンサー（主にFM岡山で活躍）と波乱のアナウンサー人生を送っている。今でもサンベスガールといえば彼女を連想する者は多い。就実大学非常勤講師。おかやまアナウンス・ラボ代表取締役。最近は着物を着る事が多い。著書に「ガレリアを風が吹きぬけ」「和みおかやま」がある[5]。
- 大森奈々絵（-1991年3月）女子大生サンベスガールとしては最後の起用。森田恵子の後任としてバロム時代に活躍した。'91年3月で降板後大学卒業と同時に山形放送のアナウンサーに。その後結婚し退職。現在は大阪で主婦として子育てに頑張る毎日である。
- 榎崎朱子（1991年4月-1991年9月）安田と一緒に就任。半年程の在任期間であったが「リンダえの」と呼ばれて親しまれていた。現在RSK本社報道部記者。
- 流王満美子（1991年10月-1996年12月）入社後半年での大抜擢だった。横須賀とともに「スカマミ」コンビで一世を風靡。歴代サンベスガールの中で最長の在任期間と人気を誇る。'96年末退社と同時に降板。退職後はお菓子作りに目覚め、海外まで勉強の為に渡航もしていたのだが後に放送業界に舞い戻り、TBS系「世界ウルルン滞在記」等の海外プロデューサーの仕事をしていたことを明かしている。旦那の駐在に伴い数年間渡米。2008年1月のポップタウン特番で久々に登場。2009年3月にめでたく出産した模様。
- 坤徳ひとみ（1997年1月-1998年3月）番組内では「ひーちゃん」「ひーさま」と呼ばれ、女王様キャラを発揮していた。2005年に退社後一年間RSKラジオでメインの番組を持っていたが2006年春に終了。2007年4月よりフリーアナウンサーとして郷里福岡県で活躍していたが9月にアナウンサー業を廃業[6]。

- 中村恵美（1998年4月-1999年12月）早田時代のサンベスガール。愛称「えみっち」。降板後に寿退社したが後に復帰。現在もアナウンサーを続けている。
- 笹岡ありさ（2000年1月-）早田〜武田時代のサンベスガール。リスナー達の頼れるアネゴキャラだった。かなりの酒豪。アナウンサー在籍時には他番組のディレクターなどもこなしていた。現在は高梁市成羽町の蔵元の嫁。
- 石田芳恵　愛称「よっしー」。玉野市出身。最後のサンベスガール。山陽放送を経てフリー。岡山在住時には主にFM岡山・Oniビジョンなどで放送に携わり、2009年より圭三プロ所属で関東でアナウンサー業を本格的に始動[7]。

また、サンベスガールは番組オープニングのタイトルコール（昔の20世紀フォックスのオープニングロゴテーマの後ドラムロールに乗せて「Now, We Present You, Sunday Best !」とコールする）やサンベスベスト20での曲名の読み上げを担当していたため、英語が堪能な者が起用される事が多かった。

### その他の人気キャラ
- 金太郎丸ディレクター - 番組初代ディレクター河田兼良のニックネーム。1935年8月生まれ。番組のブレイン的存在でありとあらゆる音楽的知識に造詣が深い。自身はフォークミュージックの権威ともいわれ、なぎら健壱をはじめ日本のフォークミュージシャン達とも交流がある。彼には大友康平も浜田省吾も嘉門達夫も長渕剛も山下達郎すらも頭が上がらないという。1996年山陽放送を定年退職後長らく番組を離れていたが武田時代に復帰。最後のディレクターとなった。サンベス終了後も1年程RSKで音楽番組「日曜はおとなスタイル」のDJをしていた。のちにFM岡山で午後の番組の音楽コーナーやRSKラジオ「河田兼良のMUSICエルドラド」(2019年9月末終了)を担当したり中高年向けローカル情報誌に音楽コラムを寄稿、と音楽への情熱は晩年までいささかも衰えてはいなかった。著作にエッセイ集「It's Only Yesterday」（株式会社アス刊）がある。長渕剛ファンクラブ永久会員。2021年8月に死去、享年87。2021年12月26日12:15 - 16:00に追悼特番が放送[8]。
- お茶汲み隊 - 滝沢時代の制作アシスタント集団。例外もいたがそのほとんどが岡山大学落語研究会のメンバーで構成されていた。主なメンバーはバロム1、椿屋京白、椿屋京豚、Dr.ピコ、風流亭しょうがなど。滝沢降板後はお茶汲み隊リーダーのバロム1がパーソナリティーとなった。

## リスナー参加イベント
滝沢時代に頻繁に実施されていたPOP TOWN（ポップタウン）は、毎週日曜15:00からRSKのラジオ第1スタジオ（現在のテレビニューススタジオ）でリスナー達を集めて行われていたいわゆる公開録音イベントであった。イベントに参加した常連リスナー達の中から後に「お茶汲み隊」を結成する椿屋京豚などを輩出した。集まったリスナーの中から希望者を募りニューリリースの曲を紹介してもらっていた。当然そのときの曲紹介コメントは本放送時に放送された。瀬戸大橋が開通した'88年にはJR児島駅前で開催されていた瀬戸大橋博のイベント会場でPOPTOWNが開催されている。
ポップタウン誕生のきっかけは、一時降板しながら1年で復帰する程リスナーからの人気・信頼が高かった島田博から後任として番組を引き継いだ滝沢に対して当然の如くリスナー達からの反動的な意見が殺到し、滝沢が「それならこんな事を書いてよこす奴らの顔を見てやろう」と思い立った事にあった。最初のポップタウンの参加者はたった7人と少なかったが後に整理券を配らなければならなくなる程リスナーが殺到するようになる。この時の思いつきが後に番組の代表的な人気イベントとしてリスナーとの間の絆を深める重要なファクターとなり「サンベスといえばポップタウン」とこの時代の多くのリスナー達の良き思い出としてその後20年以上経っても記憶に留める助けとなったのある。その後、滝沢はリスナーから島田以上の人気と信頼を獲得したのは言うまでもない。
そんな中、洋楽、ひいては音楽とは全く関係ない趣旨でポップタウンに参加する集団があった。後にお茶汲み隊のメンバーとなる椿屋京豚が操山高校時代に参加していたプロレス愛好家集団「ストロングマチーン軍団」である。彼らは主にポップタウン開始時のタイトルコールとなる「雄叫び」を受け持つようになる。後に彼らのうちの数人（京豚含む）が（かつての）学生プロレス集団「O.P.G.（俺たちプロレス軍団）」を結成する事になるのである。
番組の代表的イベントへと成長していったポップタウンもバロム1時代以降は予算等の事情により開催の頻度は極端に減り、毎年末に行われる「サンベスオールナイト」の先行イベントとして当日の午後にRSK本社ロビーで開催されるもののみとなっていったが、地元密着型のローカル音楽番組として番組（パーソナリティ）とリスナーの絆を深めるための重要な役割を果たしていたといえよう。そんな年末POP TOWNも横須賀時代を最後に行われなくなってしまった。
また、滝沢時代の倉敷市笹沖のデパート「サブリーナタウン」特設ステージでの夏のポップタウンやバロム時代の県営グラウンドでの缶蹴り大会、安田時代の岡山市民会館でのイベント（エコーズのライブあり）、横須賀時代のRSKメディアコムでのポップタウン、藤が鳴フルーツパークでのデイキャンプ、武田時代の津山市吉井川河川敷・後楽園入口でのリスナーミーティングなど、不定期もしくは一回限りのイベントもその時々によって行われたりしていた。このような地道な小規模のイベントがパーソナリティとリスナーとの距離を近づける良い機会となり、リスナーを獲得するきっかけとなっていたのである。

## 年末オールナイト
サンベス最大のイベントは毎年クリスマス前後の日曜日の20時前後〜翌朝4時まで放送する「サンベスオールナイト」であった。島田時代には「はやくりぱ（早めのクリスマスパーティの略）」と呼ばれており、若手時代のアリスがゲスト登場したこともあった。最大の目玉は毎週のランキングからポイントを集計し年間ランキングを発表する年間ベスト50。年間ベスト3を予想するクイズも実施されていた。
その他、椿屋京白らアシスタントが放送中県内を巡りリスナー宅を探しまわったり（訪問はせず放送を通じて自室の電気をつけたり消したりさせる事で起きている事を確認）新岡山港の駐車場でテンポよくリズムを刻む車やブティックホテルに吸い込まれる様に入っていく車など年の瀬ならではの模様をレポートしたり、リスナーが事前に自宅の電話番号をハガキに書いて投稿し、放送中にリスナーが起きて聴いているか電話をかけて確認する「起きてるか電話（別名：二度ベル）」など、盛りだくさんの内容で一年を締めくくっていた。
このオールナイトも横須賀時代以降は年を追うごとに縮小傾向に陥り、午前4時まで放送する事も少なくなっていった。

## 番組内の伝説
週間チャート最多連続ランクイン曲
- 基本的に年間チャートで一位を獲得する曲は最低でも一週は一位を獲得した事のある曲であろう事は統計学的にもいえる事であるが'89年の年間チャートでは奇跡が起こった。なんと年間を通じて一度も一位を取らなかった曲が一位になったのだ。その曲はシンプリー・レッド「二人の絆（If You Don't Know Me By Now）」。その年の6月に初ランクインしてから一度もランクアウトする事なく年末までの半年間チャートに居座り続けたことで着実にポイントを獲得し快挙に至ったのである。しかしこの時点でその奇跡は終わらなかった。なんと翌年もチャートに居座りつづけ総ランクイン期間も1年を超えその年の年間チャートでなんとベスト3に入ったのである。後にレコード会社からも感謝状が贈呈されたが、結局ランクアウトされるまで一度も一位になる事はなかった。

週間チャート連続1位獲得回数
- チャートで連続1位最高獲得数を記録したのは'88年のボン・ジョヴィ「Bad Medicine」の連続9週。10週目に阻止したのはペット・ショップ・ボーイズ「ドミノ・ダンシング（Domino Dancing）」であった。

番組終了の危機を救った男
- 滝沢時代に一度編成上番組を終了する話が持ち上がった事がある。その時、パーソナリティとしてリスナーに対して責任があると感じた滝沢は局長に食って掛かり、涙ながらに終了撤回を直訴した。その熱意のおかげで終了の話は撤回され、後に29年に渡る局屈指の人気長寿番組になったのである。

なんでサンベスに・・・？？？
- 2002年1月頃に洋楽専門番組であるサンベスに何故か日本のロックバンドGLAYの当時の最新シングル「Way of Difference」への尋常でない数のリクエストが何週にも渡って殺到した。当時のパーソナリティ武田アナも番組内で困惑を隠せなかった。後にGLAYのファンクラブ主導によるキャンペーンと判明。ファンクラブ会員に曲リクエストに応じる国内のありとあらゆるラジオ番組へのリクエストを呼びかけ、曲が放送された事が証明できたらファンクラブからその会員に向けてプレゼントが贈られる、という物であった。要するにシングル発売前に自分たちのリクエストによってよりたくさんの人に聴いてもらい、シングル発売後のオリコンランキングで初登場1位を目指す、という目論見であった。また、ラジオ番組を聴くのが好きなバンドのメンバーに、自分たちの最新シングルがたくさんリクエストされているという状況を聴かせてあげたい、という思いもあったようだ。涙ぐましいバンドへの愛情ではあるがしかし、一部のあまりリクエストをした事が無く要領を得ないファン達のプレゼント欲しさの無分別な行為によってサンベスの様にリクエストに制限のある番組、例えばクラシック専門や演歌専門のような番組にまで無節操に送りまくられていたようで、その手の番組やそのリスナー達からファンクラブに向けて苦情が殺到した。番組開始当初から洋楽専門で通してきた番組の歴史の中で唯一邦楽がリクエストされた珍事であった。ちなみにサンベス内のランキングコーナーでその曲は掛かっていない。

## レギュラー番組の終了
決してリスナーの番組離れがあった訳でもなく、また洋楽がトレンドでなくなった訳でもない。番組終了の最大の要因はスポンサー獲得が困難になってきた事によるといわれている。番組では、例えば「サンベスシアター」では岡山メルパの母体である福武観光、「LMスタジオ」は太田洋行（現在のヤマハミュージック瀬戸内・岡山店）といった具合に各コーナーごとにスポンサーをつけていたが実際スポンサーがついていないコーナーもいくつかあった。

## レギュラー終了後のサンベス
番組開始30周年を前に番組は終了したのであるが、終了後も不定期で突如復活する事がある。
2002年8月25日「サンデーベストリターンズ」
パーソナリティーは武田博志と中村恵美。終了から半年も経たないうちに放送されたこの番組では洋楽を各方面から取り上げた初心者向けコーナーが設けられた。また電話参加による洋楽のイントロクイズも行われたが、リスナーの勢いに呑まれたパーソナリティーが脱線する余り答えのヒントを間違えるというハプニングもあった。
2006年12月24日「2006聖夜復活　一夜限りのサンベスポップタウン」
クリスマスイブという事もあり少し豪華に二部構成で放送された。また、「百ます計算」で知られる陰山英男や相田翔吾も登場。滝沢、森田、京白、京豚ら黄金時代の面々が一堂に会しほとんど黄金期の同窓会状態の放送となった。後にこの回の放送は2007年7月に"リスナーとの間の絆を保ち続けた番組"として放送業界から表彰される。
2008年1月6日「初夢サンベスPOPTOWN」
前回の実績および放送を聴いたかつてのリスナーからの反響が大きかった事もあって、再び「初夢サンベスPOPTOWN」として特番が組まれた（6日＝ロックの日として、懐かしのロックのリクエストを放送）。なお、この放送に先んじて当日の昼過ぎにおよそ10年ぶりとなる山陽放送社屋内・実際に番組が放送されるスタジオでの公開録音が実施された（スタジオでの公開録音はそれこそ20年以上ぶりとなる）。収録には、ポップタウンに実際に参加していた元リスナーが多く参加し、その中にはポップタウンで知り合い、その後結婚し銀婚式を迎える夫婦や、会社の社長になり当日の番組のスポンサーをかって出た者、モンゴルに恐竜の化石を発掘しにいった者、滝沢時代の歴代サンベスガールなどの錚々たる顔ぶれもあった。
当の本番ではラスト5分前に元サンベスガールの流王（旧姓）満美子が突如登場するといったハプニングも交え、また、番組中でかけられたリクエスト曲やCMなどを除いた番組中のスタジオの模様をリアルタイムでストリーミング配信したため県内だけでなく東京や姫路・北海道など県外（フィンランドなど国外も含む）で活躍している元リスナー達からもオンタイムで聴いている旨のメールが多数送られた。全面的な番組の復活となると編成上／制作上のハードルがあると考えられるが年に一度程度の特番としての復活であれば今後も継続していけるのではないか、という雰囲気を匂わせながら結果的に前回以上に大きな反響を及ぼしつつ無事に終了したのであった。
2009年1月11日「今年も春からサンベスPOPTOWN」
前年の実績と反響の大きさもあり、また、前回放送中のパーソナリティ滝沢の「年に一度くらいは復活できるかも」発言の通りに一年後に復活した。今回はリクエストも“70〜80年代のロック”に限定し募集した。前回ラストにちょっとだけ登場した流王満美子が番組冒頭から登場。現在妊娠中で3月に出産予定であることを報告というおめでたい話から番組は始まった。また、放送中に寄せられたメールなどでもフランスで聴いている元リスナーや、ファジアーノ岡山の代表取締役、木村正明（流王の幼なじみであることが判明）からのメールも届く。昨年以上のリスナーからの反響により2時間ではとても収まりきれないほどの充実ぶりで無事に番組は終了した。
2011年1月8日「復活!サンデーベスト土曜版」(中四国ライブネット)
2012年10月7日「サンベスリターンズ」
山陽放送開局60周年記念プレミアムウィークと題して10月1日からの一週間に放送される特番のうちの一つとして3年10ヶ月ぶりに復活。これまで本放送も終了後の特番も夜の放送であったが今回は午後1時から午後3時までの昼間の放送である。
2014年4月6日-2015年3月29日「サンベス legend 〜CHEER UP!!サンデー〜」
12年ぶりのレギュラー復活ということで日曜昼に1時間番組として放送。パーソナリティーは滝沢と内尾仁子が担当。最終回は山陽放送の玄関ロビーでの公開生放送だった。